# Psychophora phocata
Psychophora phocata là một loài bướm đêm trong họ Geometridae.